# Кошкино (станция, Неклиновский район)
Ко́шкино — станция в Неклиновском районе Ростовской области.
Входит в состав Троицкого сельского поселения.

## Население
| 2010 |
| ---- |
| 270  |

## Улицы
На станции имеется одна улица — Железнодорожная.